# Thomas Pfannkuch
Thomas Pfannkuch (* 21. Februar 1970 in Kassel) ist ein ehemaliger deutscher Fußballspieler und jetziger Trainer.

## Leben und Karriere
Thomas Pfannkuch begann seine Fußballkarriere als Abwehrspieler im Herrenbereich beim KSV Baunatal. 1990 wechselte er in die Bundesliga zu Borussia Mönchengladbach (Saison 1990/1991), wo er jedoch nur ein Spiel bestritt. Im Jahr 1991 wechselte Pfannkuch in die französische Première Division (D1) zu Olympique Lyon (Saison 1991/1992), wo er elf Spiele bestritt. 1992/93 kam er zurück nach Deutschland. Bei Eintracht Braunschweig (Saison 1992/1993 bis 1998/1999) spielte er bis 1999, wo er auch Mannschaftskapitän wurde. Danach wechselte er für eine Spielzeit zum SSV Reutlingen (Saison 1999/2000). 2000 ging Pfannkuch zum 1. SC Göttingen 05 (Saison 2000/2001 und Saison 2001/2002), bevor er seine letzte Station als aktiver Spieler beim VfB Germania Halberstadt (Saison 2002/2003 bis 2004/2005) antrat.
Nach seinem Karriereende war er bei Germania Halberstadt Cheftrainer, nachdem er zuvor bereits seit November 2004 als Spielertrainer fungiert hatte. Am 3. April 2007 wurde Pfannkuch bei Germania Halberstadt entlassen. Zur Saison 2007/08 kam Thomas Pfannkuch zurück zu Eintracht Braunschweig, wo er als Teammanager tätig war. In den Spielzeiten 2008/2009 und 2009/2010 war er als Jugendkoordinator, sowie als Trainer der A-Jugend von Eintracht Braunschweig in der A-Junioren-Bundesliga, tätig.
Von 2014 bis 2016 war Pfannkuch als Trainer der deutschen CP-Fußballnationalmannschaft tätig.
Von 2019 bis 2024 war er Co-Trainer der Deutschen U-20 Fußballnationalmannschaft der Frauen. Im Juli 2024 übernahm er das Cheftraineramt der SV-Meppen-Frauen von Carin Bakhuis, die zum VfL Wolfsburg wechselte.

## Erfolge
- 1990/1991: Platz 9 der 1. Bundesliga mit Borussia Mönchengladbach[7]

- 1999/2000: Meister der Regionalliga Süd mit dem SSV Reutlingen[8]

## Engagement
Er engagiert sich für Fit4future. 2012 moderierte und motivierte er junge Läufer in der Volksbank Arena in Braunschweig, wo der Fit4future Aktionstag stattfand.